# Josselin III d'Édesse
Pour les articles homonymes, voir Josselin.
Josselin III de Courtenay, mort entre 1191 et 1200, est un comte titulaire d'Edesse, un sénéchal du royaume de Jérusalem et le fils de Josselin II de Courtenay, comte d'Edesse, et de Béatrice de Saône.

## Biographie
Né aux alentours de 1135, il passe son enfance à Turbessel, résidence des comtes d’Édesse. La ville d’Édesse est prise le 23 décembre 1144, son père est capturé en 1150, et sa mère, après avoir tenté de défendre les restes du comté d’Édesse autour de Turbessel, finit par vendre les dernières villes du comté et à se réfugier dans le royaume de Jérusalem.
En 1158, sa sœur Agnès épouse Amaury, comte de Jaffa, mais lorsque ce dernier succède à son frère Baudouin III, en 1162, les barons du royaume refusent d'accepter Agnès comme leur reine, et Amaury fait annuler son mariage pour une raison de consanguinité. Cependant les deux enfants nés du mariage, Sibylle et Baudouin, sont reconnus comme légitimes
À partir de 1164, les Francs commencent à intervenir en Égypte, en proie à la décadence du califat fatimide et aux luttes de pouvoir entre les vizirs. Alors qu'Amaury mène une campagne en Égypte contre Shirkuh, général de Nur ad-Din, ce dernier envahit la principauté d'Antioche pour faire diversion, bat le 10 août 1164 à Harrim l'armée franque commandée par Bohémond III le Borgne, prince d'Antioche, Raymond III, comte de Tripoli et Josselin III d'Édesse, qui sont tous les trois capturés et oblige ainsi Amaury Ier à revenir en hâte d'Égypte.
Bohémond III est libéré très peu de temps, Raymond ne retrouve sa liberté qu'en 1174. Raymond III assiège Homs le 1er février 1175, obligeant Saladin à lever le siège d'Alep. Reconnaissant, émir d'Alep libère ses prisonniers chrétiens, dont Renaud de Châtillon et Josselin III. Le nouveau roi de Jérusalem, Baudouin IV le Lépreux, qui a succédé à son père Amaury Ier en 1174, nomme son oncle Josselin sénéchal du royaume en 1176 et lui donne Chastel Neuf et Marûn al-Ras en fief en 1182.
À la fin de sa vie, Baudouin le Lépreux, se méfiant de l'esprit brouillon de son beau-frère Guy de Lusignan, désigne son neveu Baudouin V pour lui succéder, avec Josselin III comme tuteur et Raymond III comme régent. Mais Baudouin V meurt deux ans plus tard, en 1186 et les barons hésitent dans le choix du roi entre Sibylle de Jérusalem et Raymond III de Tripoli. Josselin III réussit à convaincre Raymond III d'attendre à Tibériade que la Haute Cour se réunisse pour faire acte de candidature, et Sybille en profite de son absence pour se faire couronner et associer au trône son mari Guy de Lusignan. Josselin reçoit alors la seigneurie d'Acre.
L'armée du royaume, conduite par Guy de Lusignan, est écrasée à Hattin le 4 juillet 1187. Dès le 8 juillet, Saladin assiège Saint-Jean-d'Acre et Josselin capitule le lendemain, à la condition de laisser la vie sauve à la population, mais celle-ci, ulcérée de ce défaut de résistance, menace de se révolter et de mettre le feu à la ville. Elle est maîtrisée, après l'incendie de quelques quartiers.
Il meurt avant 1200.

## Mariage et enfants
Il avait épousé Agnès de Milly, fille d'Henri de Milly dit le Buffle et d'Agnès Granier, qui lui avait donné deux filles :
- Béatrix (♰ 1208), fiancée à Guillaume de Valence (av. 1171-ap. 1216) de la Maison de Lusignan[11], fils d'Hugues VIII de Lusignan (v. 1097-ap. 1171) et de Bourgogne de Rancon (av. 1112-ap. 1169)[12] ; puis en 1208 à Othon V de Henneberg (Otto von Botenlauben) (♰ 1245)[5].
- Agnès, mariée à Guillaume de Mandelée[13].

### Sources
- René Grousset, Histoire des croisades et du royaume franc de Jérusalem - II. 1131-1187 L'équilibre, Paris, Perrin, 1935 (réimpr. 2006), 1013 p.
- Foundation for Medieval Genealogy
- (it) Sergio Ferdinandi, La Contea franca di Edessa. Fondazione e profilo storico del primo principato crociato nel Levante (1098-1150), Pontificia Università Antonianum, Roma 2017, 934 p. (ISBN 978-88-7257-103-3).